# مقدار مواد مغذی مورد نیاز روزانه
مقدار مواد مغذی مورد نیاز روزانه (به انگلیسی: Reference Daily Intake) میزان مصرف روزانه مواد مغذی است که با آن نیاز روزانه ۹۷-۹۸% افراد سالم به آن مواد برطرف می‌شود.گرچه این تحقیق در ایالات متحده صورت گرفته و به طور جهانی پذیرفته نشده است ولی در کشورهای دیگر هم مورد استفاده قرار گرفته است. 